# Maximilian von Burgund

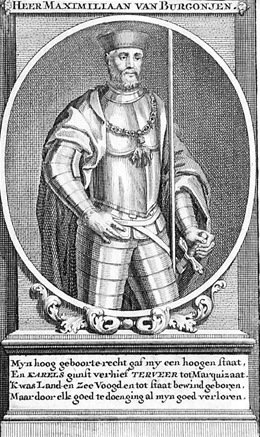
Maximilian von Burgund

Maximilian von Burgund (* 28. Juli 1514; † 4. Juni  1558 in Zandenburg), Marquis de Veere und Herr von Beveren, Sohn von Adolf von Burgund und Anna von Bergen, war ein niederländischer Adliger aus der illegitimen Nachkommenschaft des burgundischen Herzogs Philipp des Guten. Er stand in verschiedensten Funktionen im Dienst der habsburgischen Herren der Niederlande. 
Der Überlieferung zufolge stand Erasmus von Rotterdam bereits an seiner Wiege, als dieser im Juli 1514 einen Besuch bei Maximilians Vater machte, und schon in jungen Jahren erhielt Maximilian Briefe von Erasmus, in denen er angespornt wurde, sich den Wissenschaften zu widmen.
1540 folgte er seinem Vater als Herr von Beveren, Brouwershaven, Westkapelle, Duyvelandt, Tournehem, Crèvecœur, Arleux, Rumilly und Saint-Souplet, Châtelain de Cambrai sowie als Admiral der Niederlande, 1542 wurde er Admiral von Flandern und 1546 in den Orden vom Goldenen Vlies aufgenommen. 1547 wurde er zum Statthalter von Holland, Seeland und Utrecht sowie zum Generalkapitän von Seeland ernannt. Am 21. Oktober 1555 erhob Kaiser Karl V. Veere und Vlissingen als Dank für langjährige treue Dienste zur (spanisch-niederländischen) Markgrafschaft.
Maximilian heiratete am 1. Mai 1542 Louise de Croÿ (1524–1585), Tochter Philippe II. de Croÿ, 1. Herzog von Aarschot. Die Ehe blieb kinderlos. Er hinterließ seinen Besitz seinem Neffen Maximilien de Hénin-Liétard, dem Sohn seiner Schwester Anna aus deren Ehe mit Jean V. de Hénin. Die Markgrafschaft war jedoch mit so großen Schulden belastet, dass die Erben sie verkaufen mussten.